# 丽豆
丽豆（学名：Calophaca sinica）为豆科丽豆属下的一个种。其种加词sinica，意为“中华的”。